# Андросовка
Андросовка — село в Красноармейском районе Самарской области России. Административный центр и единственный населённый пункт сельского поселения Андросовка.

## География
Село находится в южной части Самарской области, в пределах низкого Сыртового Заволжья, в степной зоне, на берегах реки Чагры, на расстоянии примерно 29 километров (по прямой) к западу-юго-западу (WSW) от села Красноармейского, административного центра района. Абсолютная высота — 77 метров над уровнем моря.
Климат
Климат характеризуется как континентальный, засушливый, с жарким летом и холодной малоснежной зимой. Среднегодовая температура воздуха — 4,7 °С. Средняя температура воздуха самого тёплого месяца (июля) — 21,6 °C (абсолютный максимум — 41 °C); самого холодного (января) — −12,7 °C (абсолютный минимум — −46 °C). Среднегодовое количество атмосферных осадков составляет 420 мм, из которых 277 мм выпадает в период с апреля по октябрь. Снежный покров держится в течение 136 дней.
Часовой пояс
Село Андросовка, как и вся Самарская область, находится в часовой зоне МСК+1. Смещение применяемого времени относительно UTC составляет +4:00.

## Население
| 2010 | 2012 | 2013 | 2014 | 2015 | 2016 | 2017 |
| ---- | ---- | ---- | ---- | ---- | ---- | ---- |
| 436  | ↘431 | ↘430 | ↗443 | ↘433 | ↗443 | ↘440 |
| 2018 | 2019 | 2020 | 2021 |      |      |      |
| ↗449 | ↘441 | ↘430 | ↗460 |      |      |      |

Половой состав
По данным Всероссийской переписи населения 2010 года в гендерной структуре населения мужчины составляли 46,6 %, женщины — соответственно 53,4 %.
Национальный состав
Согласно результатам переписи 2002 года, в национальной структуре населения русские составляли 93 % из 538 чел.

### Известные жители
- Андрей (Комаров) (1879—1955) — священник Иоанно-Богословской церкви в Андросовке (1901—1904); архиепископ Днепропетровский и Запорожский (1944—1955).
- Вьюшков, Алексей Михайлович (1911—1945) — командир роты в Великой Отечественной войне, Герой Советского Союза (1945).
- Квасов, Михаил Андреевич (1918—2011) — заместитель главного конструктора ВНИИЭФ (КБ-11), лауреат Сталинской премии (1953).